# Placy
Placy és un antic municipi francès situat al departament de Calvados i a la regió de Normandia. L'any 2018 tenia 605 habitants. Des del 1r de gener de 2019 es va integrar en el municipi nou de Cesny-les-Sources amb l'estatut de municipi delegat. Cesny-les-Sources és el resultat de la fusió de Cesny-Bois-Halbout,  Acqueville, Angoville, Placy i Tournebu.

## Demografia
El 2007 tenia 134 habitants. Hi havia 49 famílies. Hi havia 60 habitatges, 52 habitatges principals, dues segones residències i 6 desocupats. Tots els 60 habitatges eren cases. La població ha evolucionat segons el següent gràfic:

## Economia
El 2007 la població en edat de treballar era de 95 persones, 74 eren actives i 21 eren inactives. Hi havia dues empreses de serveis de proximitat. L'any 2000 hi havia 13 explotacions agrícoles que conreaven un total de 450 hectàrees.